# BYD Auto Hungary Kft.
A BYD Auto Hungary Korlátolt Felelősségű Társaság, rövidített nevén BYD Auto Hungary Kft. a kínai BYD magyarországi leányvállalata. A cég elektromos autók gyártása céljából épít autógyárat Szegeden.

## Története
A kormány és Szeged önkormányzata 2023-ban egy 300 hektáros ipari park kialakítását kezdte meg az M43-as autópálya déli oldalán, melyet az év nyarán a kormány nemzetgazdasági szempontból kiemelt beruházássá nyilvánított, és 21 milliárd forint forrást biztosított rá. Az önkormányzat 8,6 milliárd forintért megvásárolta a Pick Szeged Zrt. tulajdonában álló, 97 hektáros részben közművesített ipari telekért, míg a terület fennmaradó részét képező mezőgazdasági területeket sajtóinformációk szerint hektáronként 3,8–4 millió forintért sajátították ki, amit egyes gazdák keveselltek.
A Külgazdasági és Külügyminisztérium 2023 december 22-én jelentette be, hogy a Nemzeti Befektetési Ügynökséggel és Szeged Megyei Jogú Város Önkormányzatával lefolytatott tárgyalássorozat eredményeként BYD Szegeden, a Szeged Ipari Parkban építi meg első európai autógyárát, ahol elektromos autókat gyártanak majd. Ez lesz a hatodik autógyár Magyarországon. Az ebből a célból létrehozott BYD Auto Hungary Kft. alapító okirata december 25-én kelt, és 2024. január 8-án jegyezte be a cégbíróság, 191,855 milliárd forintos (éppen 0,5 milliárd eurónak megfelelő) alaptőkével és először komáromi székhellyel.
A gyár az M43-as autópálya déli oldalán, az 5-ös főút (Budapesti út) és a a 4519-es út (Sándorfalvi út) között létesül, míg a Cegléd–Szeged-vasútvonalba bekötendő vasúti terminálját az autópálya északi oldalán alakítják ki, mely egy meglévő felüljáró bővítésével kapcsolódik az üzemhez. A 1595/2023. (XII. 21.) Korm. határozat a Szeged Ipari Park közcélú infrastrukturális fejlesztésének támogatásáról és a szükséges források biztosításáról 46 milliárd forintot biztosított a Szeged Ipari Park közúti közlekedési és vasúti kapcsolatainak, villamosenergia-ellátásának, gázellátásának, közüzemi ivóvízellátásának és szennyvízelvezetésének, valamint bel- és csapadékvíz-elvezető hálózatának fejlesztésére. A közútfejlesztés az alábbiakra terjed ki:
- az 5-ös főút 2×2 sávra bővítése az M43-as autópálya és az ELI-ALPS lézeres kutatóközpont körforgalom között, párhuzamos kerékpárúttal, közvilágítással,
- az 502-es főút 2×2 sávos meghosszabbítása a 4519-es útig új nyomvonalon, párhuzamos kerékpárúttal és járdával, közvilágítással, tervezés kiviteli tervvel bezárólag,
- a 4519-es út 2×2 sávos főúttá bővítése az M43-as autópálya és a Rókusi körút között, a 135. számú vasútvonal (tram-train) külön szintű átvezetésével, tervezés kiviteli tervvel bezárólag,
- a Vértói út – 135. számú vasútvonal (tram-train) szintbeni átjáró külön szintű átjáróvá történő fejlesztése, tervezés kiviteli tervvel bezárólag.[7][8]

A gyár ütemezett építéséhez a beruházó az engedélyeket fokozatosan szerzi be. Az első fázis a Picktől átvett területen épül, melyhez 2024 márciusáig fokozatosan kérték meg az engedélyt, és eddigre az ingatlanokat is át tudta venni; júniusban az alapozásnál tartottak a munkák. A második fázishoz – melynek határideje 2024. szeptember – júniusban kértek engedélyt: ez többek között egy 200×500 m-es összeszerelő üzemre terjed ki, mely így Szeged valaha volt legnagyobb alapterületű épülete lenne. Emellett egy festőüzem, egy lökhárítógyártó-üzem és egy összekötő épület is épülne.